# 雄忻高速铁路
雄忻高速铁路是中国一条建设中的连接河北省雄安新区与山西省忻州市的高速铁路，是京昆高速铁路通道的组成部分。新建雄安新区至忻州高速铁路位于华北地区中部，走行于河北省和山西省境内，大致呈东西走向，线路东起雄安新区雄安站，西至大西客运专线忻州西站，途经雄安新区、保定市、忻州市，并经由大西客专与山西省省会太原相连，新建正线长度为342.661公里，其中河北省境内227.794公里，山西省境内114.867公里，新建正线长度339.725公里。

## 历史

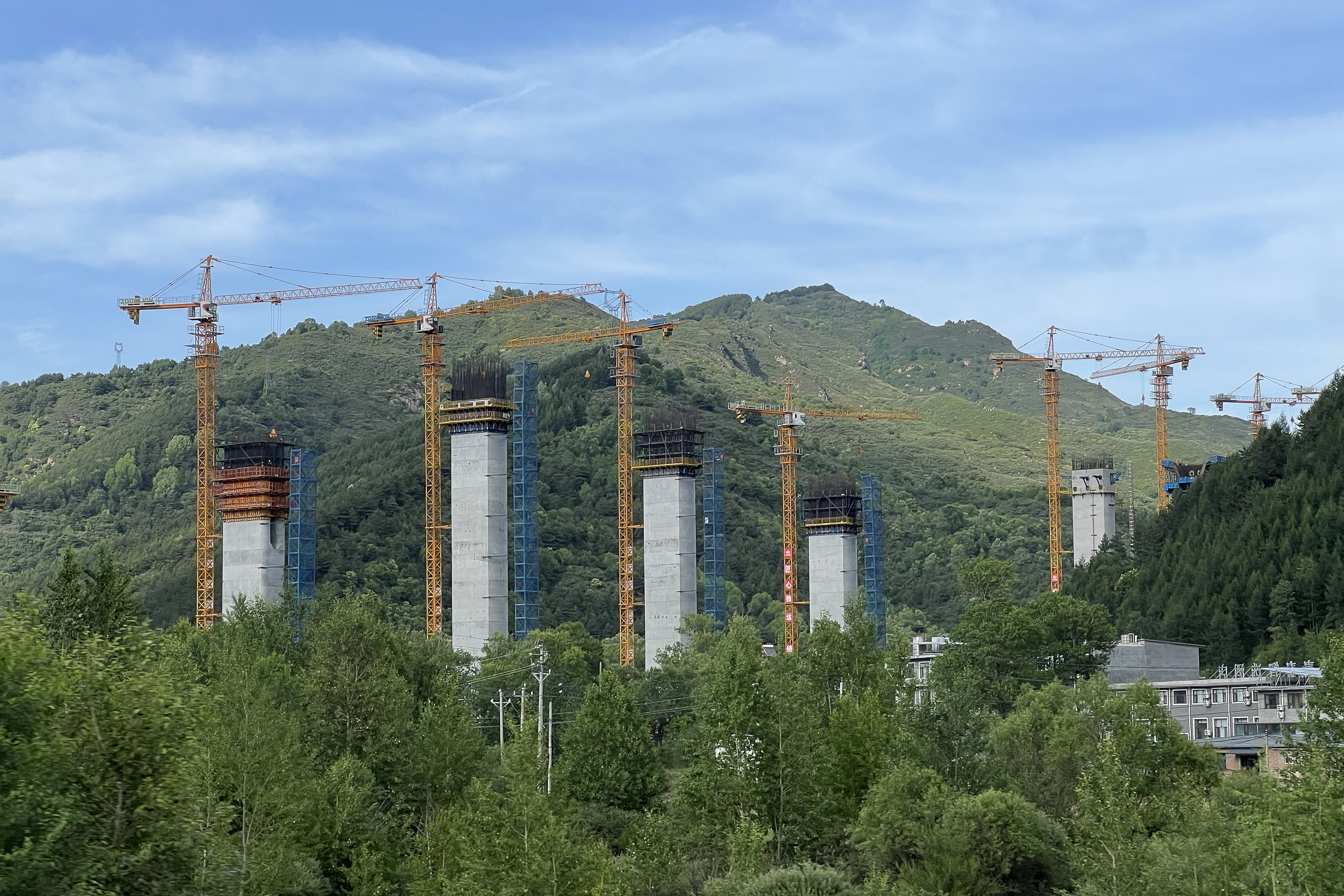
山西五台县石咀镇内的雄忻高铁工地（2024年6月摄）

雄忻高速铁路的前身为保定至忻州客运专线。在2016年7月印发的《中长期铁路网规划》中，保定至忻州客运专线以“规划区域连接线、城际铁路”名义出现在了《中长期铁路网规划图》与《中长期高速铁路网规划图》，对接津保铁路；在2017年4月河北雄安新区成立后，该铁路规划延伸至雄安新区，被纳入京昆高速铁路通道；在2017年12月公布的《铁路“十三五”发展规划》中，雄安经保定至忻州铁路以“规划高速铁路”名义出现在了《“十三五”铁路网规划图》中、以“‘十三五’新建高速铁路”名义出现在了《“十三五”高速铁路网规划图》中；在2018年4月公布的《河北雄安新区规划纲要》中，雄忻高速铁路以“津雄城际－京昆高铁忻雄段”的一部分被纳入雄安新区“四纵两横”区域高速铁路交通网络。
2018年5月，中国铁路总公司召集相关各方在忻州市举行了雄忻高速铁路预可研评审会；同年8月，雄忻高速铁路接入大西客运专线忻州西站预留道岔工程完工；同年10月，中国铁路设计集团有限公司雄忻高铁初测团队完成铁路沿线现场勘测。在2019年1月召开的的山西省第十三届人民代表大会第二次会议上，山西省人民政府省长楼阳生所作的政府工作报告中提到“加快推进雄安至忻州高铁项目前期工作，力争年内开工建设”。
2020年8月，《新建雄安新区至忻州高速铁路环境影响评价第一次信息公告》发布。
2020年12月30日，国家发改委批复雄安新区至忻州高速铁路项目可行性研究报告。
2022年3月8日，雄忻高铁环评第二次信息公告。6月17日，生态环境部批复雄忻高速铁路环境影响报告书。10月1日，雄安新区至忻州高速铁路正式开工建设。
2023年2月25日，新盖房特大桥打下首根钻孔桩，雄保段全面进入主体施工阶段。9月20日，山西段首座连续梁合龙。10月14日，雄忻高铁首座隧道紫罗山2号隧道顺利贯通。11月8日，全线首孔近千吨箱梁成功架设。

## 车站
| 雄忻高速铁路（近期）                                   |                   |                 |        |        |        |                     |                                                          |                                                                            |
| 名称                                                   | 中心里程 （公里） | 站间距 （公里） | 行政区 | 行政区 | 行政区 | 规模 仅雄忻高速部分 | 连接铁路                                                 | 换乘轨道交通                                                               |
| 雄安                                                   | 0                 | -               | 河北省 | 保定市 | 雄县   | 4台7线[1]           | 京雄城际铁路 京雄商高速铁路（在建） 津雄城际铁路（规划） | 雄安轨道交通R1线 雄安轨道交通R2线 雄安轨道交通M1线                         |
| 雄安城际                                               | 未知              | 未知            | 河北省 | 保定市 | 安新县 | 4台6线              | 不適用                                                   | 雄安轨道交通R1线（在建） 雄安轨道交通M1线（规划） 雄安轨道交通M2线（规划） |
| 小里                                                   | 未知              | 未知            | 河北省 | 保定市 | 安新县 | 2台4线              | 大同至雄安新区铁路（规划）                               | 雄安轨道交通M1线（规划） 雄安轨道交通M3线（规划）                          |
| 保定东                                                 | 未知              | 未知            | 河北省 | 保定市 | 清苑区 | 4台8线              | 京广高速铁路 津保铁路 石雄城际铁路（规划）               | 雄安轨道交通R1线（在建）                                                   |
| 莲池线路所                                             | 未知              | 未知            | 河北省 | 保定市 | 莲池区 | 不適用              | 雄忻高速铁路远期正线（规划）                             |                                                                            |
| 保定南                                                 | 未知              | 未知            | 河北省 | 保定市 | 清苑区 | 2台6线              | 不適用                                                   |                                                                            |
| 望都北                                                 | 未知              | 未知            | 河北省 | 保定市 | 望都县 | 2台6线              | 京昆通道京保段（预留）                                   |                                                                            |
| 唐县                                                   | 未知              | 未知            | 河北省 | 保定市 | 唐县   | 2台6线              | 不適用                                                   |                                                                            |
| 曲阳                                                   | 未知              | 未知            | 河北省 | 保定市 | 曲阳县 | 2台4线              | 不適用                                                   |                                                                            |
| 阜平                                                   | 未知              | 未知            | 河北省 | 保定市 | 阜平县 | 2台4线              | 不適用                                                   |                                                                            |
| 五台山南                                               | 未知              | 未知            | 山西省 | 忻州市 | 五台县 | 2台6线              | 不適用                                                   |                                                                            |
| 五台县                                                 | 未知              | 未知            | 山西省 | 忻州市 | 五台县 | 2台4线              | 不適用                                                   |                                                                            |
| 定襄北                                                 | 未知              | 未知            | 山西省 | 忻州市 | 定襄县 | 2台5线              | 不適用                                                   |                                                                            |
| 顿村线路所                                             | 未知              | 未知            | 山西省 | 忻州市 | 忻府区 | 不適用              |                                                          |                                                                            |
| 忻州西                                                 | 341.95            | 未知            | 山西省 | 忻州市 | 忻府区 | 2台5线              | 大西客运专线                                             |                                                                            |
| 注释                                                   |                   |                 |        |        |        |                     |                                                          |                                                                            |
| 1 雄安站总规模为10台19线。 2 保定东站总规模为6台15线。 |                   |                 |        |        |        |                     |                                                          |                                                                            |